# Tina Dickow
Tina Dickow Danielsen (født 14. oktober 1977 i Åbyhøj) er en dansk singer-songwriter. Internationalt optræder hun under navnet Tina Dico.
Tina Dickow fik sit kommercielle gennembrud med In the Red i 2005, der modtog dobbelt-platin i 2009 for 60.000 solgte eksemplarer. Hun har solgt mere end 300.000 album i Danmark.
Hun er blandt andet inspireret af kunstnere som Bob Dylan, Tracy Chapman og Leonard Cohen

## Karriere

### Starten
Tina Dickow blev født i Aarhus-bydelen Åbyhøj. Allerede som ganske ung blev hun introduceret til musik af sin far, der havde et stort musikanlæg i kælderen. Tinas interesse for at spille musik begyndte allerede i 8. klasse på Åby skole, hvor hun spillede i kopibandet M.E.L., som bl.a. spillede Jimi Hendrix. Denne interesse førte hende også til musikefterskolen, Sejergaardsskolens Musikefterskole, hvor hun tog 10. klasse. Da hun begyndte i gymnasiet var hun med til at danne kopibandet "Fester Kester", som spillede til flere gymnasiefester. Mens hun i 1997 gik i 3.g på Århus Statsgymnasium, fik hun en rolle i den erotiske tv-serie Karrusel, hvor hun spillede over for den 41 år ældre Peter Steen samt Michael Falch (indspillet 1997, sendt 1998 på TV 2). Efter denne optræden fik hun flere tilbud, men hun brød sig ikke om at blive presset ind i en rolle som en "naiv, jysk pige" og takkede derfor nej til dem alle.
Efter gymnasiet i 1997 begyndte hun på Aarhus Universitet, hvor hun læste religionsvidenskab. Men musikken trak fortsat kraftigt i hende, og hun stoppede et halvt år efter. Hun begyndte derefter på musikkonservatoriet i Aarhus, hvor hun senere droppede ud for at forfølge sin drøm om at blive professionel musiker.
I 1998 præsenterede Tina Dickow et selvskrevet nummer for de andre medlemmer af "Fester Kester", og begejstringen herover fik dem til at deltage i og vinde to talentkonkurrencer det samme år: TV 2-konkurrencen "Talentspot" og den aarhusianske "Vi har scenen, har I musikken?", hvor præmien var en single-indspilning og -udgivelse. De to konkurrencer blev vundet under navnet Tina Dickow.
Bandet "Tina Dickow and Sheriff" blev dannet i 1998, og singlen Your Waste of Time blev udgivet i slutningen af samme år. Den blev valgt som "Ugens Uundgåelige" på DR’s P3 og førte til en vis berømmelse.
Efter succesen med Your Waste Of Time begyndte en del korrespondancer med forskellige store pladeselskaber, og 1999 gik med diverse resultatløse forhandlinger, en akustisk turné rundt i landet og en håndfuld koncerter med bandet i Aarhus og København.
En single med sangene 26 Friends og Different blev indspillet som optakt til orkesterets medvirken på den dengang årligt tilbagevendende Venue-turné. I januar 2000 var orkesteret en del af Venue-turnéen, som parrede dem med britiske Sandy Dillon og som arrangerede koncerter i Vega i København, i Norge og Sverige.

### Finest Gramophone ogFuel
Efter succesen med Your Waste of Time fulgte samtaler med forskellige pladeselskaber, men utilfredshed med den måde, de ville markedsføre hende på, fik hende til at låne penge i banken og starte sit eget pladeselskab, Finest Gramophone, i 2000.
Den første udgivelse på selskabet Finest Gramophone blev Fuel i 2001. Modtagelsen fra kritikerne var dæmpet, men næsten alle mente, at hun viste stort potentiale. Finest gramophone har udgivet to plader med det danske band "Love Julie", Tina Dickow har dog ingen intentioner om at signe med andre.
Også i 2001 mødte Tina Dickow sin nuværende manager, Jonathan Morley, på SPOT-festivalen i Aarhus. Kort tid efter underskrev hun en fireårig kontrakt med ham, og en forlagskontrakt blev indgået med det engelske selskab "Kojam Music" under MIDEM-festivalen i Cannes, Frankrig, i januar 2002.
Det var også i 2001 at Tina først mødtes med Steffen Brandt. Steffen Brandt havde hørt Tina Dickow fremføre hans sang Alt Hvad Hun Ville Var At Danse ved en koncert i Kerteminde, hvor Musiklovens 25-års fødselsdag blev fejret. Brandt blev straks betaget og blev efterfølgende inviteret med som gæst til Tina Dickows næste koncert i Aarhus.

### England,Notesog Zero 7
I begyndelsen af 2002 flyttede Tina Dickow til England på opfordring af Jonathan Morley og Kojam Music. Det gjorde hun for at slippe væk fra den "hyggelige atmosfære" i Danmark. Hun følte, at hun ikke fik nok udfordringer i Danmark og besluttede derfor sammen med manageren og forlaget, at hun ville prøve lykken og usikkerheden i England.
I sensommeren 2002 spillede Tina de første duo-koncerter med Steffen Brandt på Bornholm i forbindelse med Bornholms kulturuge.
I kraft af sin kontrakt med manageren Jonathan Morley var hun i stand til at få en fod indenfor i det engelske musikmiljø, hvor hun blev parret med diverse sangskrivere for at lære at skrive mere radiovenlige sange. Det førte bl.a. til et samarbejde med den australske sangerinde Holly Valance om sangen Send My Best.
Uden om co-skriverierne skrev Tina flittigt på egen hånd, og hovedparten af sangene til albummet Notes er skrevet i 2002, mens Tina boede først i Richmond og sidenhen på Tenter Ground ved Brick Lane i Østlondon. Notes blev indspillet sammen med Dennis Ahlgren i Studierne ved Aarhus over to dage i juni 2003 og blev udgivet senere samme år til stor kritikersucces. Albummet var oprindeligt ment som et mellemspil mellem Fuel og In the Red, men da det blev en succes, blev det senere udgivet som et selvstændigt album.
Notes vandt efterfølgende en Steppeulv (de danske musikkritikeres pris) i kategorien Årets Komponist og en Danish Music Award, i kategorien Årets Sangskriver.
Hun fik også kontakt med den britiske producer-duo Zero 7. Sammen skrev og indspillede de numrene Home og The Space Between, som kan findes på pladen When It Falls. En turné med over 100 koncerter i Europa, USA og Asien fulgte, som blandt andet førte Tina Dickow til Glastonbury Festival og Roskilde Festival.
Ep'en Far blev udgivet i 2004 og indeholdt primært nye versioner af numre fra Notes, et enkelt nummer fra Fuel i en ny version samt et helt nyt nummer. Denne ep blev udgivet for at følge op på turnéen med Zero 7.
I 2004 indspillede Tina en dansk version af Leonard Cohens Hallelujah i duet med Steffen Brandt. Sangen var tilegnet albummet På Danske Læber med ene danske oversættelser af Cohen.
I sommeren 2004 var Tina første gang med på Grøn Koncert-karavanen.

### In the Red
Medio 2004 underskrev Tina Dickow en international pladekontrakt med Sony England, og indspilningerne til den internationale debutudgivelse, In the Red, gik i gang i slutningen af 2004 med producer Chris Potter bag knapperne. Det er første og eneste gang Tina har arbejdet med en “fremmed” producer. Alle andre plader er lavet sammen med Dennis Ahlgren.
I starten af 2005 fusionerede Sony med BMG, og som følge heraf faldt kontrakten til jorden. Rettighederne blev overgivet til Tina Dickow selv, og pladen blev udgivet i samarbejde med det danske selskab "A:Larm" i juli 2005. Pladen fik blandede anmeldelser, men var en kommerciel succes, Nobody’s Man var Ugens Uundgåelige på P3, og også Warm Sand fik masser af rotation på samme kanal. Pladen gik direkte til tops på den danske salgshitliste foran etablerede navne som U2 og Coldplay.
I januar 2006 vandt Tina Dickow P3-prisen, der uddeles af Danmarks Radios P3. En del af begrundelsen for valget af Tina Dickow som vinder var: "Det kræver mod, selvtillid og talent at vise sig selv og sine sange frem – uden noget gøgl at gemme sig bag. Og netop de kvaliteter kendetegner vinderen af P3 prisen. [...] Her er modet til at skrælle alt overflødigt blændværk fra, selvtillid nok til at tro på sangens styrke og ydermere et unikt talent for at skrive sange, der sætter som små smittesporer i kroppen og for hver lytning breder sig og bider sig fast."
Marts 2006 vandt Tina Dickow prisen for "Årets Sangerinde" ved Danish Music Awards, samtidig med at hun udgav sin første live-dvd: Live in the red, som er optaget på Store Vega i København.

### Count to Ten
Februar 2007 indspillede Tina, John Lennons Working Class Hero, som et led i Amnesty Internationals verdensomspændende kampagne “Make Some Noise”, som hun senere fremførte til et Amnesty arrangement med Yoko Ono på forreste række.
Med P3-prisen fulgte 2 ugers indspilning i DR's Studio 3. De to uger blev brugt på at indspille noget af Count to Ten. Den blev færdigindspillet i feedbackstudierne i Århus og i Aabyroad Studios i Åbyhøj. Albummet var færdigt i slutningen af juli og udkom i Danmark d. 3. september til top-anmeldelser over hele linjen.
I forbindelse med Skanderborg Festival modtog hun “Polka Verners Legat” sammen med Annisette.
Tina vandt GAFFA-Prisen 2007 for årets bedste album og årets bedste sangerinde.
I februar 2008 fulgte en større DK-turné efter succesen med Count to Ten.

### A Beginning, A Detour, An Open Ending(Trilogien)
Samtidig med Count to Ten blev A Beginning også indspillet, og det nummer blev senere en del af Trilogien. Januar 2008 indspillede Tina og Dennis Ahlgren A Detour.
Tina møder islandske Helgi Hrafn Jónsson på en turné med Teitur i maj. Helgi er derfor også at finde på sangen Walls, som er på An Open Ending, der blev indspillet i sommeren 2008 af Tina og Dennis mellem en masse festivaljobs.
I sommeren 2008 spillede Tina og band på Orange Scene på Roskilde Festival, som er Tinas største koncert til dato.
I september modtog hun kronprinseparrets kulturpris, og en uge senere blev Trilogien udgivet. Herefter fulgte atter en turné rundt om i verden, denne gang som trio med Dennis Ahlgren og Helgi Hrafn Jónsson.
Tina vandt GAFFA-Prisen '08 for anden gang i træk for årets bedste sangerinde.

### The Road to Gävle
Tina Dickow lavede i 2008 soundtrack til den danske film Oldboys, og det udviklede sig hurtigt til hendes 6. album, da hun efter at have leveret musikken besluttede sig for at fortsætte med at skrive musik. Resultatet blev The Road to Gävle, som blev indspillet på "Electric Lady Lab", Jimi Hendrix' gamle studie.
I den forbindelse gjorde hun det muligt for sine lyttere at komme tættere på hende, som hun selv beskrev det på sin Facebook-side. Det skete ved at lave en indsamling via Pledgemusic-sitet, der samler ind til gode formål. Tina Dickow gav mulige købere chancen for at få fat i nogle lidt mere personlige ting fra hende. F.eks. sangtekster efter ønske skrevet i hånden af hende. Det lykkedes Tina Dickow at opnå sit mål og ramme 3000 pledges inden tidsrammen på 30 dage.
Størstedelen af musikken er blevet skrevet i starten af 2009 i en 3 måneders periode i Los Angeles og New York.
I samme periode havde hun en afstikker til Europa for at filme Så godt som hjemme-reklamen for Scandinavian Airlines, der debuterede på de danske tv-skærme midt i april og som fik alle hende fem albums ind på top 100 samtidig, hvilket er første gang i dansk musikhistorie.
I april var hun på en længere turné med Steffen Brandt i Danmark.
I slutningen af 2009 flyttede hun tilbage til Danmark nærmere bestemt København.
Tina vandt GAFFA-Prisen '09 for tredje gang i træk for årets bedste sangerinde.
I februar 2010 vandt Tina to Robert-priser til de årlige Robert-uddelinger. Hun vandt prisen for 'Bedste Score' med sangen Rebel Song. Med samme sang vandt hun prisen for 'Årets Sang'. Rebel Song er fra Dickows sjette studiealbum, som er en videreudvikling på lydsporet, hun lavede til Nikolaj Steens film Oldboys.

### Welcome Back Colour
I starten af 2010 optrådte hun i en uventet duet med Medina ved Zulu Awards.
I marts var hun en tur i Bristol for at indspille et nummer til soundtracket til Hollywood-blockbusteren Clash Of The Titans sammen med Massive Attack-lydsmeden, Neil Davidge. Nummeret hedder The Storm That Brought You To Me.
Samme måned var hun på Island for at indspille nummeret Welcome Back Colour med Helgi Jonsson. Det udkom som første single til Welcome Back Colour-albummet i juni og opnåede heftig A-rotation på P3.
I starten af juni spillede hun fire udsolgte koncerter i DR's Koncertsal med DR UnderholdningsOrkestret.
Samtidig blev hun optaget i Kraks Blå Bog.
Over sommeren spillede hun igen på Grøn Koncert med fuldt band.
I august spillede hun sin hidtil største solo-koncert ved den folkelige åbning af Aarhus Festuge.
Welcome Back Colour, Tinas 7. album, udkom i Tyskland d. 24. september og i Danmark d. 27.
England og USA måtte vente til starten af 2011.
Albummet er en slags opsamling – med en blanding af de største radio-numre, 5 nye sange og så en cd med helt nye akustiske indspilninger af nyt, gammelt, velkendt og sjældent. 27 sange i alt.
I efteråret tog Tina på sine hidtil største turneer i Danmark og Tyskland samt enkelte andre europæiske storbyer. I februar 2011 fulgte turneer i USA og England.

### True North
I juni 2011 genoptog Tina succesen med DR UnderholdningsOrkestret og spillede fem udsolgte koncerter i DR Koncerthuset, Koncertsalen. Til disse koncerter blev sangen True North skrevet og opført.
Tina Dickow synger omkvædet på nummeret Helt Alene på hiphop-gruppen Suspekts album Elektra der udkom i september 2011.
I efteråret 2011 flyttede Tina til Reykjavik, Island, sammen med kæresten Helgi Hrafn Jónsson.
Tina Dickow optrådte til Spil Dansk Dagen i 2011. Tina Dickow spiller bl.a. en udgave af »Fugleflugt« af Pia Raug.
Den 14. November 2011 udkom en kombineret cd/dvd med navnet True North. True North indeholder en cd med 13 numre fra koncerterne med DR UnderholdningsOrkester fra juni 2011. Dvd'en indeholder en filmoptagelse fra koncerterne med DR UnderholdningsOrkester samt en række interviews. Dvd'en fungerer både som koncertfilm og portrætfilm. True North er produceret sammen med DR UnderholdningsOrkestret og Karl Bjerre Skibsted.

### Where Do You Go to Disappear
I foråret 2012 startede Tina Dickow indspilningerne til sit næste studiealbum, Where Do You Go To Disappear, der blev indspillet i Tina Dickows eget studie i Reykjavik, Island, i samarbejde med Helgi Jónsson. Første-singlen fra pladen hedder Moon To Let der udkom både i et Zero 7- og et Fink remix.
Den 11. juli 2012 fødte Tina Dickow sit første barn. Faderen til Emil er Helgi Jónsson.
I december 2012 optrådte Tina Dickow sammen med Helgi Jonsson til DR's Store Juleshow. Parret sang bl.a. en version af Joni Mitchells River.
I samme måned optrådte Tina Dickow ved GAFFA Award 2012, hvor hun også vandt prisen som "Årets Danske Sangerinde".
Den 21. januar 2014 fødte Tina Dickow en datter, som er hendes og Helgi Jónssons andet barn.

### 2018-nu:Fastlandog stemmeskuespil iFrost 2
I 2018 udgav Dickow sit niende studiealbum Fastland. I december samme år udgav hun julesangen Save a Seat, som hun skrev i forbindelse med en optræden ved et arrangement på TV2. Hun spillede en række af koncerter i Danmark i det efterfølgende år, heriblandt en fælleskoncert med Mads Langer i Århus og en solo-optræden ved Operaen i København. I 2019 debuterrede hun som stemmeskuespiller, eftersom hun var aktuel i Disneys animationsfilm Frost 2, hvor hun lægger stemme til rollen Dronning Iduna. Hun medvirker på filmens soundtrack med numrene Svar På Alt og duetten Kom Nu Frem over for Maria Lucia Rosenberg.

## Privat
Tina Dickow har dannet par med den islandske sanger og musiker Helgi Jónsson professionelt siden 2008. Sammen har de sønnen Emil Dickow Helgason fra juli 2012, datteren Jósefína Dickow Helgadóttir fra januar 2014 og sønnen Theodór Dickow Helgason fra januar 2017.

## Diskografi
Tina Dickow har udgivet følgende album:

### Studiealbum
- Fuel (2001)
- Notes (2003)
- In the Red (2005)
- Count to Ten (2007)
- The Trilogy (A Beginning. A Detour. An Open Ending) (2008)
- On the Road to Gävle (2009)
- Where Do You Go to Disappear? (2012)
- Whispers (2014)
- Fastland (2018)
- Bitte Små Ryk (2022)
- Where the Light Is On (2024)

### Øvrige udgivelser
- Welcome Back Color (opsamlingsalbum, 2010)
- Tina Dickow with the Danish National Chamber Orchestra (livealbum, 2011)

## Priser
| Årstal | Pris                                                        |
| ------ | ----------------------------------------------------------- |
| 2004   | Årets komponist - De danske musikkritikers pris             |
| 2004   | Årets sangskriver - Danish Music Awards                     |
| 2006   | P3-prisen                                                   |
| 2006   | Årets danske sangerinde - Danish Music Awards               |
| 2007   | Årets danske sangerinde - GAFFA-Prisen                      |
| 2007   | Årets danske sangerinde album (Count to Ten) - GAFFA-Prisen |
| 2008   | Årets danske sangerinde - GAFFA-Prisen                      |
| 2008   | Kronprinsparretskulturpris                                  |
| 2009   | Årets danske sangerinde - GAFFA-Prisen                      |
| 2010   | Årets originale sang (Rebel Song) - Robert                  |
| 2010   | Årets score - Robert                                        |
| 2012   | Årets danske sangerinde - GAFFA-Prisen                      |